# Naso brachycentron
Naso brachycentron е вид бодлоперка от семейство Acanthuridae. Видът не е застрашен от изчезване.

## Разпространение и местообитание
Разпространен е в Австралия, Британска индоокеанска територия, Вануату, Гуам, Йемен, Източен Тимор, Индонезия, Кения, Коморски острови, Мавриций, Мадагаскар, Майот, Малайзия, Малдиви, Маршалови острови, Микронезия, Мозамбик, Ниуе, Нова Каледония, Остров Рождество, Палау, Папуа Нова Гвинея, Провинции в КНР, Реюнион, Северни Мариански острови, Сейшели, Соломонови острови, Острови Спратли, Тайван, Танзания, Тонга, Фиджи, Филипини, Френска Полинезия, Френски южни и антарктически територии (Нормандски острови), Южна Африка и Япония.
Обитава крайбрежията на морета и рифове в райони с тропически климат. Среща се на дълбочина от 7,3 до 30 m, при температура на водата от 26 до 28,5 °C и соленост 34,5 – 35,4 ‰.

## Описание
На дължина достигат до 90 cm.
Популацията на вида е стабилна.